# Libštát
Libštát é uma comuna checa localizada na região de Liberec, distrito de Semily.